# مخطوطات بيزنطية مزخرفة

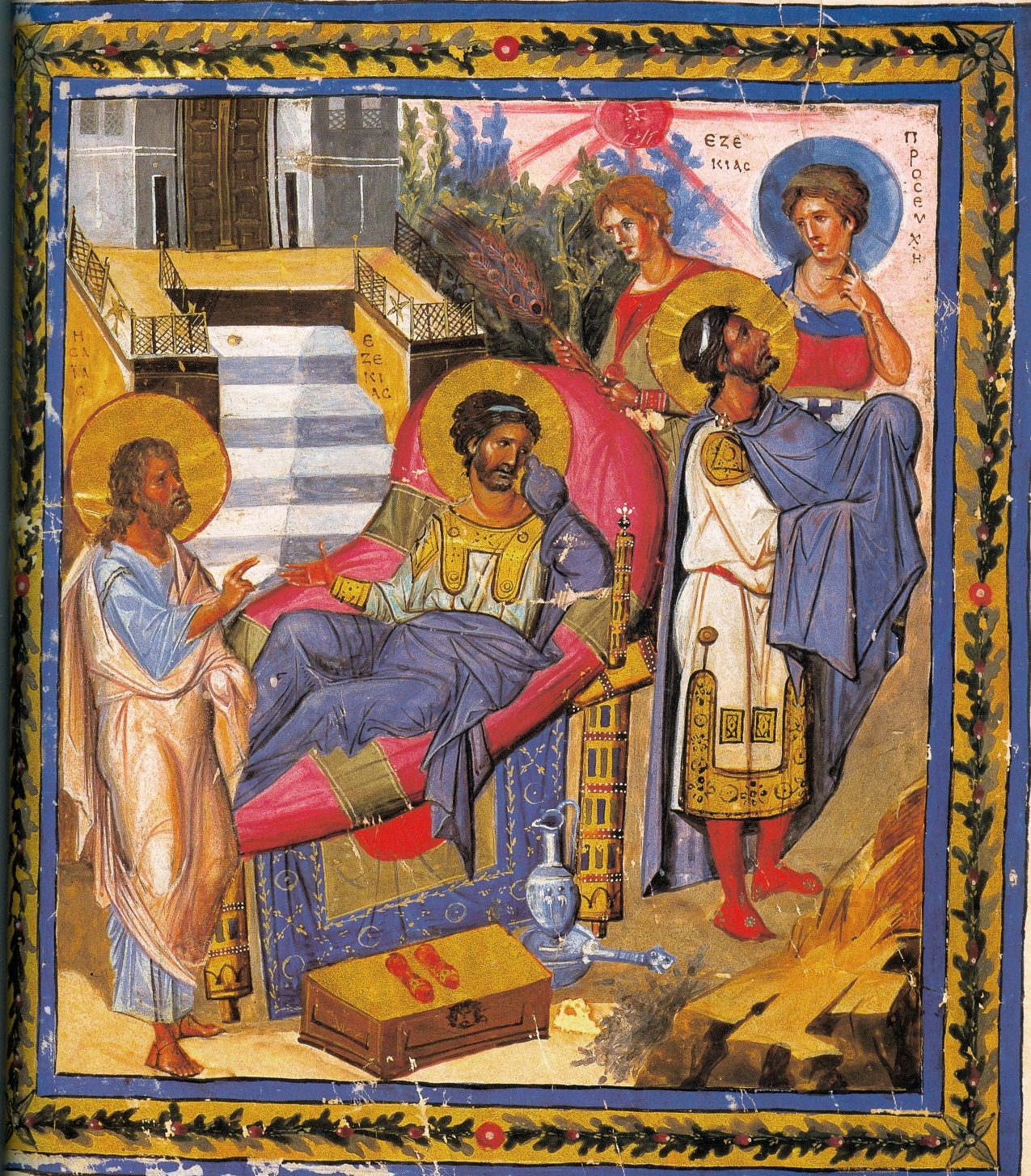

أُنتجت المخطوطات البيزنطية عبر الإمبراطورية البيزنطية، بعضها في الأديرة والبعض الآخر في ورش عمل إمبراطورية أو تجارية. صُنعت الصور أو الأيقونات الدينية في الفن البيزنطي باستخدام أساليب مختلفة مثل الفسيفساء واللوحات والمخطوطات المزخرفة. أنتجت الأديرة العديد من المخطوطات المزخرفة المخصصة للأعمال الدينية باستخدام الزخرفة لتسليط الضوء على أجزاء معينة من النص، على سبيل المثال، استشهاد أحد القديسين، بينما استُخدمت لأغراض تعبدية تمامًا كما الأيقونات. كانت المخطوطات الدينية هي أكثر ما طلبه الرعاة، وكانت تُستخدم للعبادة الخاصة ولكنها وُهبت أيضًا للكنائس لاستخدامها في القداس.
لم تكن جميع المخطوطات البيزنطية المزخرفة عبارة عن نصوص دينية، ومُثلت الموضوعات العلمانية في سجلات (مثل مدريد سكايليتز)، والنصوص الطبية مثل فيينا ديسقوريدوس، وبعض المخطوطات من النسخة اليونانية لقصة الإسكندر. بالإضافة إلى غالبية المخطوطات اليونانية، توجد أيضًا مخطوطات من الكنيسة السريانية مثل أناجيل ربولا ومخطوطات أرمنية مزخرفة متأثرة بشدة بالتقاليد البيزنطية.
تُعتبر المخطوطات «الفاخرة» ذات الزخرفة الكثيرة أقل في العالم البيزنطي منها في المسيحية الغربية، ربما لأن النخبة اليونانية كانت قادرة دائمًا على قراءة نصوصهم، وهو ما لم يكن ممكنًا في كثير من الأحيان مع الكتب اللاتينية في الغرب، وبالتالي لم يصبح هذا الأسلوب شائعًا أبدًا. مع ذلك، هناك أمثلة، أدبية (مبكرة في الغالب) ودينية (لاحقًا في غالب الأمر).
أوقفت حرب الأيقونات البيزنطية إنتاج الفن التشخيصي في المخطوطات المزخرفة لعقود عديدة، وأدت إلى تدمير أو تشويه العديد من الأمثلة الموجودة.

## الموضوع

### المخطوطات التعبدية
أُنتج الكتاب المقدس اليوناني على مراحل بأجزاء صغيرة خلال الفترة البيزنطية للدراسة الخاصة واستخدم في الخدمات الكنسية. على سبيل المثال، هناك 15 مخطوطة مزخرفة معروفة لسفر أيوب، تحتوي على 1500 رسم توضيحي. مثلما هو الحال في الغرب، كان كتاب الأناجيل وسفر المزامير أكثر النصوص المستخلصة شيوعًا، مع نسختين مشهورتين من العصور القديمة المتأخرة من كتاب سفر التكوين (سفر التكوين في فيينا وسفر تكوين كوتن). يسود الاعتقاد بأن مخطوطات العهد القديم المبكر، مثل جوشوا رول تعتمد على تقليد يهودي في العالم الهلنستي، ولا توجد أمثلة ناجية منه.
قُسمت (الترجمة السبعينية) القديمة والعهد القديم إلى أوكتاتوك والمعروف أيضًا بالكتب الثمانية إلى راعوث والمزامير والأناجيل الأربعة. تضمنت المخطوطات التي أُنشئت خصيصًا للقداس الإلهي (الشعيرة الدينية)، المخطوطات المقدسة وتلك الخاصة بالترانيم وكتب القداس. زُخرفت الصفحات باستخدام طلاء ذهبي وخلفيات أرجوانية ضاربة إلى الحمرة.

#### كتب النبي أو الإنجيل
يُعد إنجيل روسانو في القرن السادس من أقدم مخطوطات العهد الجديد المزخرفة المعروفة. تُعد الكتب النبوية المزخرفة مثالًا على آخر المخطوطات المزخرفة التي تصور الأنبياء الرئيسيين والصغار، من خلال التصوير الشخصي جنبًا إلى جنب مع المنمنمات السردية. يتبع أسلوب الرسوم التوضيحية نوعًا ما أسلوب نموذج الأيقونة، لكن كان هناك حاجة إلى عنوان يُشير إلى اسم النبي لمنع الالتباس. لا يحتوي أي من كتب النبوة على تاريخ، ولكن استنادًا إلى أسلوب المنمنمات والنص، فقد تراوحت منذ منتصف القرن العاشر حتى منتصف القرن الثالث عشر.